# Pilumnus (mitologia)
Pilumnus, o també Pilumne, va ser una divinitat romana molt antiga que sembla que protegia els nounats a les cases contra els actes i els maleficis dels dimonis. Estava relacionat amb dues deesses també obscures: Intercidona i Deverra. La primera prenia el nom dels "cops de destral" simbòlics que es donaven al marc de la porta i la segona de l'escombra amb la que s'escombrava el llindar després del naixement d'un infant.
Pilumnus sembla prendre el nom de pilon, la maça amb la que es colpejava la porta en la mateixa ocasió. La destral, la maça i l'escombra eren considerats també símbols del conreu: la destral per a tallar els arbres, la maça per aixafar el gra i l'escombra per netejar l'era on es batia el cereal. Amb aquests símbols s'espantaven els dimonis salvatges.
Pilumne apareix sempre al costat del déu Picumnus, o Picumne, igualment enigmàtic, que s'ha relacionat amb el déu Picus. És possible que Pilumnus no sigui el "déu de la maça" sinó el "déu de la javelina", dita "pilum". Es conserva una glossa de Fest Aviè que explica que la paraula "pilumnoe" es trobava en el cant dels Salis, i que s'interpretava com un adjectiu que significava "armats amb la javelina".
Virgili converteix Pilumnus en l'avi de Turn i el pare de Daune i el feia casat amb Dànae.